# Абрани (Савона)
Абрани (итал. Abrani) је насеље у Италији у округу Савона, региону Лигурија.
Према процени из 2011. у насељу је живело 32 становника. Насеље се налази на надморској висини од 290 м.